# Trigonocorypha maxima
Trigonocorypha maxima är en insektsart som beskrevs av George Clifford Carl 1914. Trigonocorypha maxima ingår i släktet Trigonocorypha och familjen vårtbitare. Inga underarter finns listade i Catalogue of Life.